# John Myhre
John Myhre (1959) é um decorador de arte estadunidense. Venceu o Oscar de melhor direção de arte na edição de 2003 por Chicago, com Gordon Sim na edição de 2006 por Memoirs of a Geisha, ao lado de Gretchen Rau.